# Glode du Plat (1809-1864)
 Der er flere personer med dette navn, se Glode du Plat (1770-1841).
Peter Henrik Claude (kaldet Glode) du Plat (født 28. september 1809 i København, død 18. april 1864 i Dybbøl) var en dansk officer, der deltog i begge de slesvigske krige og blev dræbt i forsvaret af Dybbøl Banke i 1864.
Glode du Plat var ud af en officersslægt; hans far var oberstløjtnant Heinrich du Plat, og to af hans brødre var ligeledes officerer i den danske hær. Som kaptajn kom Glode du Plat i midten af 1840'erne til Rusland og kom i den forbindelse i russisk tjeneste og deltog i et russisk felttog i Kaukasus, hvor han blev såret og blev hædret for tapperhed.
Han kom tilbage til Danmark i begyndelsen af 1848 og blev straks involveret i den slesvigske krig. Han deltog således i slagene ved Bov og Slesvig og senere på Isted Hede. Han udmærkedes sig i flere omgange og steg i rang til oberstløjtnant ved krigens slutning.
Senere blev han generalmajor, og han var ved optakten til 2. slesvigske krig general og chef for 2. division, der efter rømningen af Dannevirke var med til at forsvare Dybbøl. Da han kunne se, at skanserne ikke kunne holdes, forsøgte han at organisere et organiseret tilbagetog og gav ordre til, at hans tropper skulle beskyde angriberne, men han blev selv dødeligt såret under kamphandlingerne og døde samme dag.
Glode du Plat er i eftertiden beskrevet som en veluddannet, handlekraftig og modig general.

## Uddannelse
Han blev født i København, hvor hans fader, Heinrich du Plat, var oberstløjtnant og overadjudant; moderen hed Emilie f. Wilster. Han blev volontær ved Landkadetakademiet i 1818, korporal og opvartende page i 1824 samt 1. januar 1825 sekondløjtnant à la suite med aldersorden fra 1823 i Kongens Regiment, ved hvilket han kom i nummer i december 1825. I 1827 blev han kammerjunker, i 1829 premierløjtnant, i 1839 karakteriseret kaptajn og i 1842 kaptajn af 1. klasse ved 5. bataljon. I 1846 ledsagede han prins Frederik af Glücksborg på en rejse til Sankt Petersborg og opnåede ved denne lejlighed tilladelse til at træde i russisk tjeneste, således at han 1847 kom til at deltage i felttoget i Kaukasus. Her blev han såret to gange i kamp og opnåede for sin tapperhed i den russiske livgarde udmærkelsen "guldkården". Hele sit liv igennem bevarede han derefter stor kærlighed til Rusland. Hans deltagelse i angrebet på en landsby er beskrevet i en bog om Kaukasus og i en avisartikel fra 1847.

## Treårskrigen
I begyndelsen af 1848 kom han hjem og fik straks lejlighed til at udnytte sine erfaringer fra krigen, idet han blev stabschef ved 2. infanteribrigade (ledet af brigadechef oberst Meyer). Han deltog i kampen ved Bov og slaget ved Slesvig; men da oberst Meyer i maj blev udnævnt til chef for 4. infanteribrigade på Fyn, fulgte du Plat sin chef derhen. Kort efter blev han forfremmet til major og blev i juli adjudant hos general Christoph von Krogh samt udnævnt til kammerherre samme år. I 1849 fik han kommandoen over 2. forstærkningsbataljon og førte denne med stor dygtighed i kampen ved Ullerup, hvor han blev hårdt såret, men overtog efter våbenstilstanden atter kommandoen over sin bataljon. I januar 1850 blev han udnævnt til oberstløjtnant. Under felttoget samme år udmærkede han sig den 25. juli ved stormen på Isted. Dagen efter fik han ordre til at varetage kommandantskabet i Slesvig by, med den begrundelse, at hans resolutte optræden og energiske karakter gjorde ham særlig egnet. General Krogh nærede desuden stor tillid til ham, hvilket bevirkede, at han efter krigens slutning overtog militærkommandoen i Angel og Svansen. I 1851 blev du Plat, som året før var udnævnt til virkelig oberstløjtnant, chef for 3. bataljon, hvormed han i 1852 kom til Altona, hvor han blev pladskommandant. Også i denne stilling gjorde han sig positivt bemærket, og med sin elegante personlighed og ridderlige optræden bidrog han til at hævde danskernes omdømme. I 1848 var han blevet Ridder af Dannebrog og i 1850 Dannebrogsmand.

## 2. Slesvigske Krig
I 1856 blev han udnævnt til oberst, i 1858 tildelt titlen Kommandør af Dannebrog og i 1860 generalmajor samt chef for 3. brigade. Som sådan blev han pladskommandant i Rendsborg og udnævntes ved mobiliseringen i 1863 til chef for den 7. brigade, hvorfra han dog allerede i december samme år blev forflyttet til at overtage befalingen over 2. division. Denne samledes først nord for Ejderen, men besatte derefter Danevirkestillingens højre flanke. I krigsrådet 4. februar 1864 var du Plat blandt dem, der støttede overgeneral de Meza i, at hæren øjeblikkelig burde foretage et tilbagetog til Dybbølstillingen, ligesom han også 25. februar sammen med general Georg Gerlach og andre indsendte en anmodning til kong Christian 9. om, at overgeneralen måtte tillades at genindtræde ved overkommandoen.
2. division deltog efter Danevirkestillingens rømning i Dybbøls forsvar, idet du Plat og den anden divisionsgeneral skiftedes til at føre kommandoen i Sundeved; han deltog således i kampene 17. og 28. marts, og da artilleribeskydningen gjorde opholdet i stillingen mindre behageligt, forstod han på en usædvanlig facon at holde modet oppe hos sine underordnede. Den 15. april om aftenen var han dog nået til den faste overbevisning, at Dybbølstillingen ikke længere kunde forsvares, hvis fjenden angreb den med hele sin styrke, hvorfor det ud fra en militær vurdering var rigtigst at rømme den.
Efter nøje overvejelse gik han derfor den næste morgen op til general Gerlach, der var syg, for at overtale denne til at afgive overkommandoen, som derefter ville tilfalde du Plat som ældste divisionsgeneral. Denne ville så kunne tage det fulde ansvar for tilbagetrækningen. Hans plan var at forlade Dybbølstillingen natten til 17. april og blot efterlade en mindre styrke i skanserne og løbegravene, hvorfra den kunne trække sig tilbage, så snart fjenden angreb. Gerlach ville dog ikke støtte forslaget uden at få regeringens tilladelse. Du Plat overtog 16. april om aftenen ansvaret for vagten i stillingen og blev derfor ansvarlig for forsvaret ved stormen på skanserne 18. april. Han nærede ingen tvivl om, at angrebet ville komme, og havde derfor truffet de nødvendige forberedelser. Da han om formiddagen fik melding om fjendens angreb, lod han straks 2. brigade i brohovederne træde til gevær; men ved at sondere terrænet kom han snart til den erkendelse, at stillingen ikke længere kunne forsvares, fordi skanserne I-VI var erobret af fjenden og venstre fløj i fuldstændigt tilbagetog. Generalen trådte frem i forreste linje, ledsaget af sin stabschef, major Ernst Schau, og kunne herfra se sine tropper strømme tilbage til brohovederne. I et forsøg på at forhindre, at tilbagetoget udartede sig til flugt, hævede han den stok, han havde i hånden og råbte: "Bliv staaende, Folk, skyd!". Under kraftig beskydning blev han dødelig såret på landevejen tæt ved baraklejren, og samme skæbne ramte både hans stabschef, som ilede ham til hjælp, og major Sigismund von Rosen, der omtrent samtidig, ved middagstid, blev dødeligt såret på eller ved chausseen. Du Plat døde af sine kvæstelser samme dag.

## Giftermål
Du Plat var 25. november 1848 blevet gift med Elisabeth Catharine von Scholten (født 4. september 1811 i København, død 13. december 1859 i Altona), datter af general og generalguvernør over Dansk Vestindien Peter von Scholten.
Han er begravet på Soderup Kirkegård og en bautasten er rejst over ham i Sundeved.

## Skildringer og eftermæler
De danske Forsvarsbrødre lod hans billede male til Det Nationalhistoriske Museum på Frederiksborg Slot, og det blev udført af August Jerndorff i 1885 og reproduceret i xylografi samme år af H.P. Hansen; en skitse til maleriet fra samme år er i familieeje. Glode du Plat er også portrætteret på Niels Simonsens maleri fra 1870: I skanse nr. 12. Litografier fra Em. Bærentzen & Co. 1853, af Ulrich von Baudissin 1856 og 1866 efter tegning af Henrik Olrik fra 1864; denne tegning reproduceredes 1864 i xylografi og i stålstik. Litografier på en sang om hans deltagelse i det russiske felttog 1847 (Frederiksborgmuseet).
Du Plat omtales i Tom Buk-Swientys bøger om krigen i 1864 samt i Nick B. Svendsens biografi om generalen som en handlekraftig og modig general, der var veluddannet, dannet, retskaffen og loyal.
I tv-serien 1864 spilles du Plat af Jens Jørn Spottag.